# يسر توفيق
يسر توفيق (29 مارس 1931 - 11 يوليو 1987) هي ممثلة ومغنية مصرية.

## حياتها ونشأتها
ولدت يسر توفيق في 29 مارس 1931 في حي العباسية بالقاهرة مع شقيقتها فضيلة توفيق الشهيرة بأبلة فضيلة..تعلمت بالمدارس الإبتدائية والإعدادية والثانوية بنفس الحي .التحقت بمعهد الموسيقى حيث تخرجت عام 1953.
سافرت ضمن بعثة دراسية من معهد الموسيقى المسرحية وأتمت الدراسة هناك لكنها لم ترجع إلى بلدها وأقامت هناك حيث عملت مذيعة بالقسم العربي بالإذاعة الإيطالية وتزوجت من زميل لها لبناني الأصل ولها منه إبنة، .توفيت عن سن 56 عاما ودفنت في إيطاليا في 11 يوليو 1987.

## مسيرتها
أشتهرت في فترة الأربعينات والخمسينات من القرن العشرين وكانت زميله للمطرب عبد الحليم حافظ في معهد الفنون المسرحية عملت ثنائيات غنائية مع عبد الحليم حافظ ومن ألحان عبد الحليم على وشاركت في بعض الافلام منها فيلم المهرج الكبير وغنت من نظم بيرم التونسى لحن السندباد لابراهيم حجاج في موسم 1952 وإخراج يوسف شاهين، واعتمدت مطربة في الإذاعة وسجلت لها عدة أغنيات بالإشتراك مع عبد الحليم حافظ ثم غنت في فيلم المهرج من إخراج يوسف شاهين. – ومن أشهر ما غنته يسر محلا القمر والنيل دويتو مع عبد الحليم حافظ ولحن الأمل والنور من نظم محمد حامد على وألحان يوسف شوقى ولحن طمني وابقي اسأل عني من نظم مرسى جميل عزيز والحان فؤاد حلمى.